# Aéroport international de Nicosie
Ne doit pas être confondu avec aéroport international Ercan.
L’aéroport international de Nicosie est un ancien aéroport situé à Nicosie, à Chypre. Il est le principal aéroport du pays jusqu'à l'invasion turque de 1974, date à laquelle il est abandonné. Certains de ses locaux sont néanmoins utilisés par la Force des Nations unies chargée du maintien de la paix à Chypre.

## Historique
L'aéroport est construit dans les années 1930, pendant la colonie britannique de Chypre, par la Royal Air Force, la force aérienne du Royaume-Uni. L'objectif est de créer une base aérienne pour les bombardiers américains pendant la Seconde Guerre mondiale.
Les pistes sont construites en 1939 et le premier terminal aéroportuaire en 1949.
Après la guerre, la base aérienne devient également le principal aéroport civil de l'île de Chypre. Dans les années 1960 à la suite de l'augmentation du trafic aérien, l'aérogare est agrandi par la construction d'un nouveau terminal, et les pistes sont allongées. L'aéroport relie Chypre aux grandes villes d'Europe et du Moyen-Orient.
L'aéroport est également utilisé par diverses forces militaires pendant la crise du canal de Suez (1956) ou la Guerre d'indépendance de Chypre (1955-1959). 
En 1974, lors du coup d'État à Chypre, l'aéroport est fermé pendant trois jours et à la suite de l'invasion turque de Chypre, il subit des dégâts considérables. L'ONU créé alors la Force des Nations unies chargée du maintien de la paix à Chypre (UNFICYP) et met en place une « ligne verte » constituant une zone démilitarisée et une barrière physique entre les deux entités ; la ligne verte sépare l'île de Chypre et sa capitale Nicosie. L'aéroport devient sous le contrôle des Nations Unies.
En 1977, les derniers vols commerciaux ont lieu, sous autorisation spéciale des Nations Unies. Depuis, l'aéroport est en grande partie à l'abandon, il est uniquement utilisé par l'ONU comme siège pour l'opération UNFICYP. La réouverture de l'aéroport nécessite d'abord un accord de paix.

## Localisation
L’aéroport international de Nicosie est situé à l'ouest de Nicosie, la capitale de Chypre.

Pour la partie du sud de l'île, il y a l'aéroport international de Larnaca et l'aéroport international de Paphos. Pour la partie nord de Chypre, l'aéroport international d'Ercan est situé à 20 km environ de l'aéroport de Nicosie.
| Ercan Larnaca Paphos RAF Akrotiri |

## Galerie

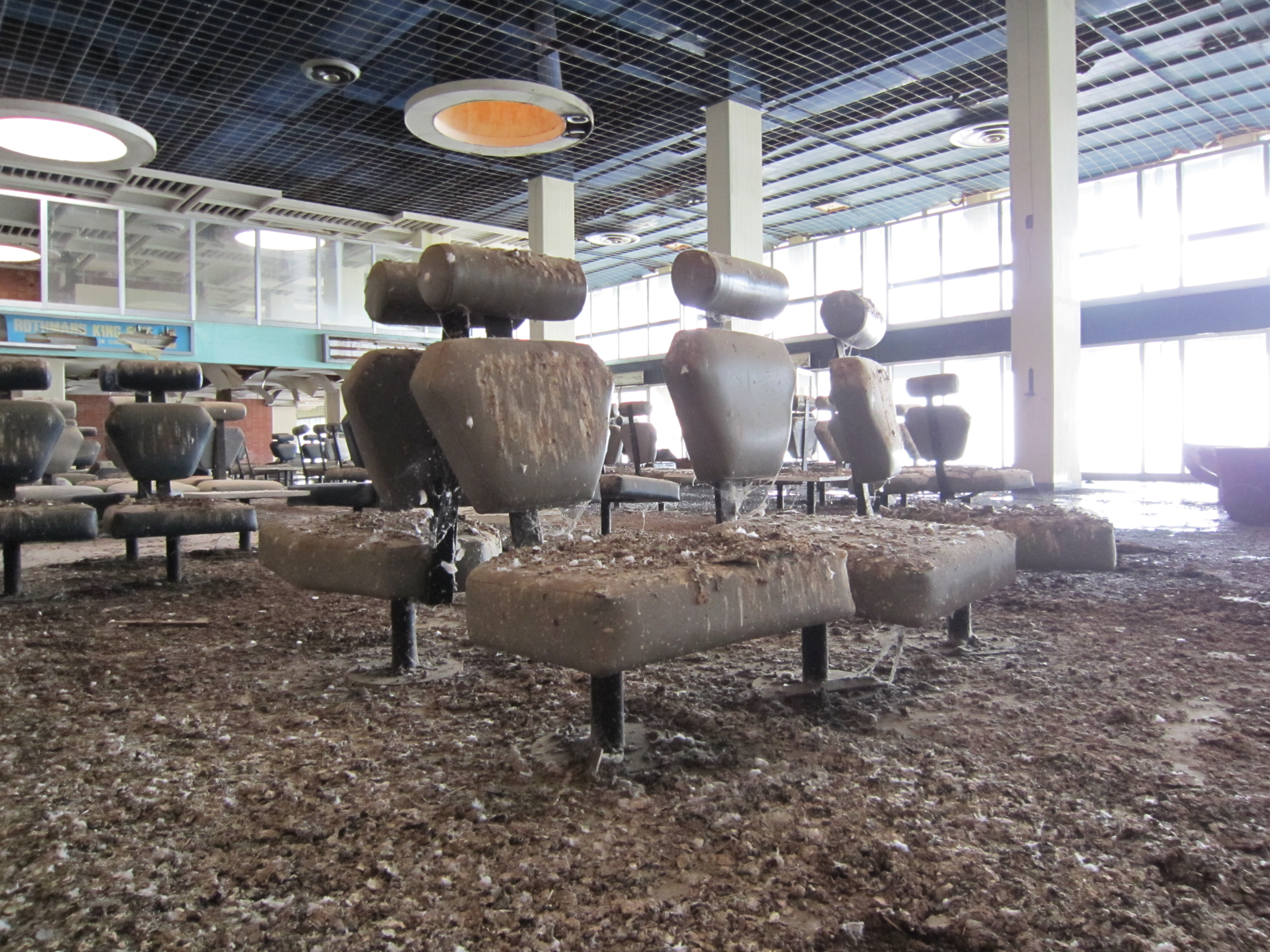
Intérieur du terminal abandonné.
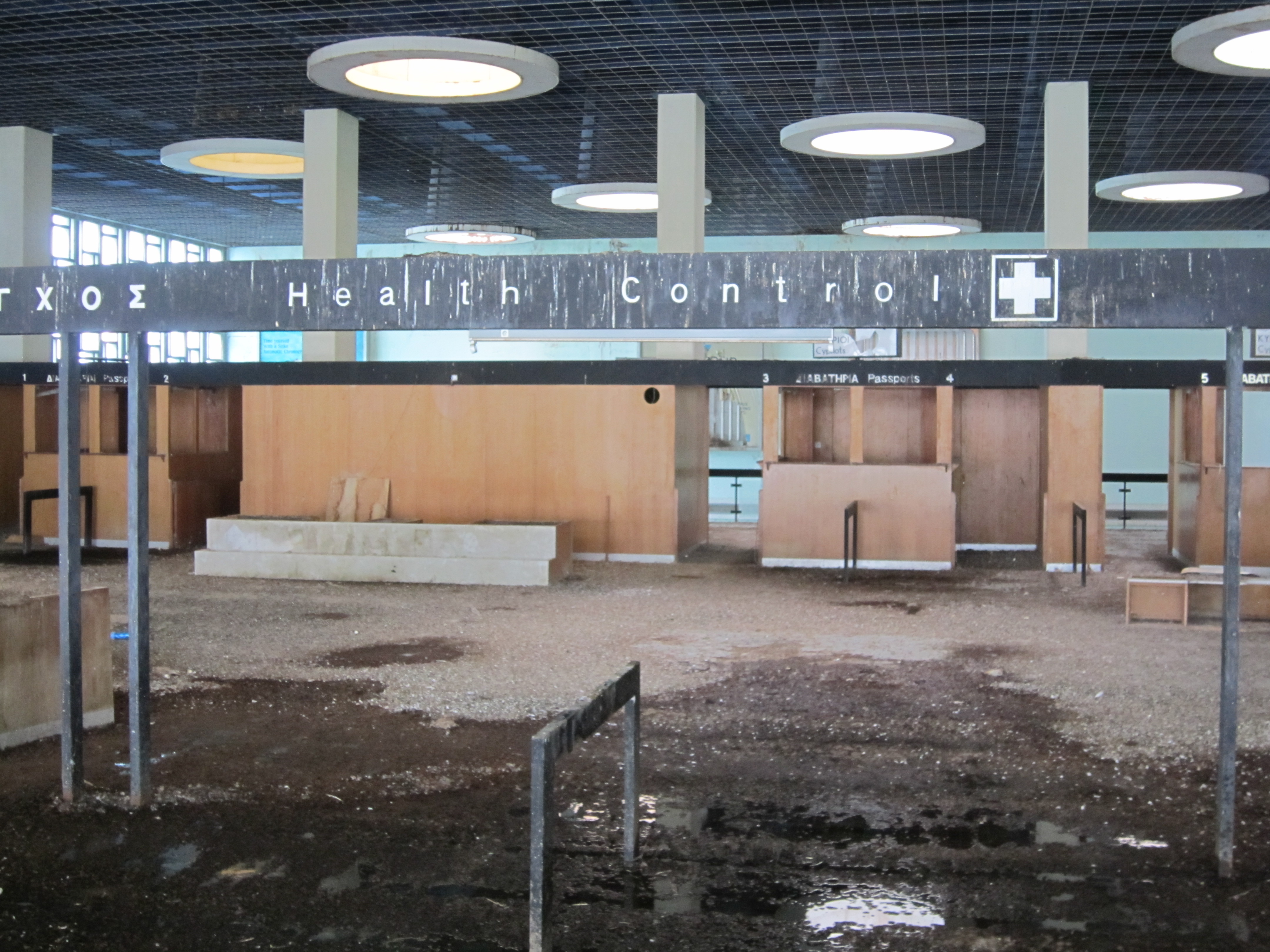
Idem.
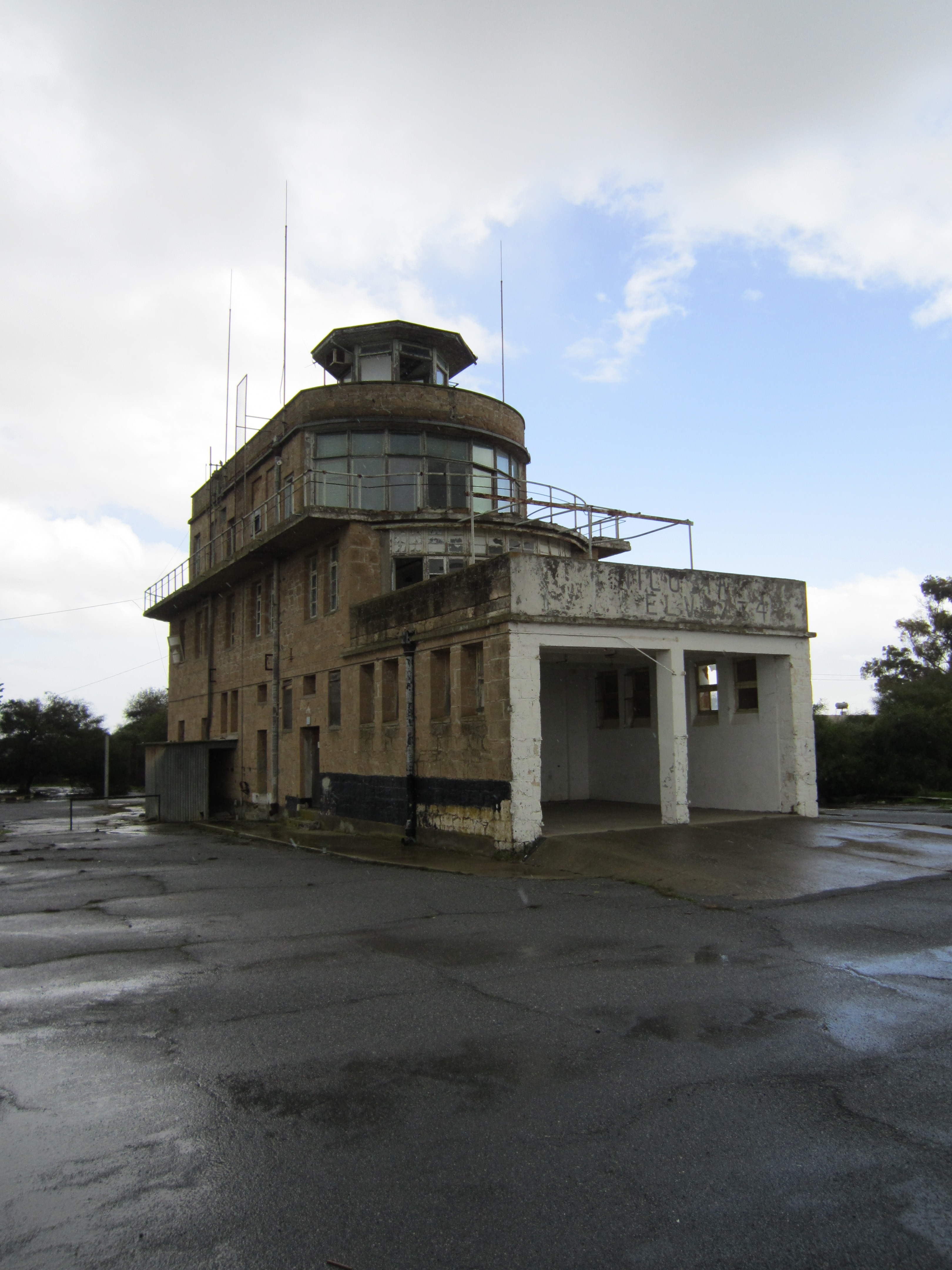
La tour de contrôle.
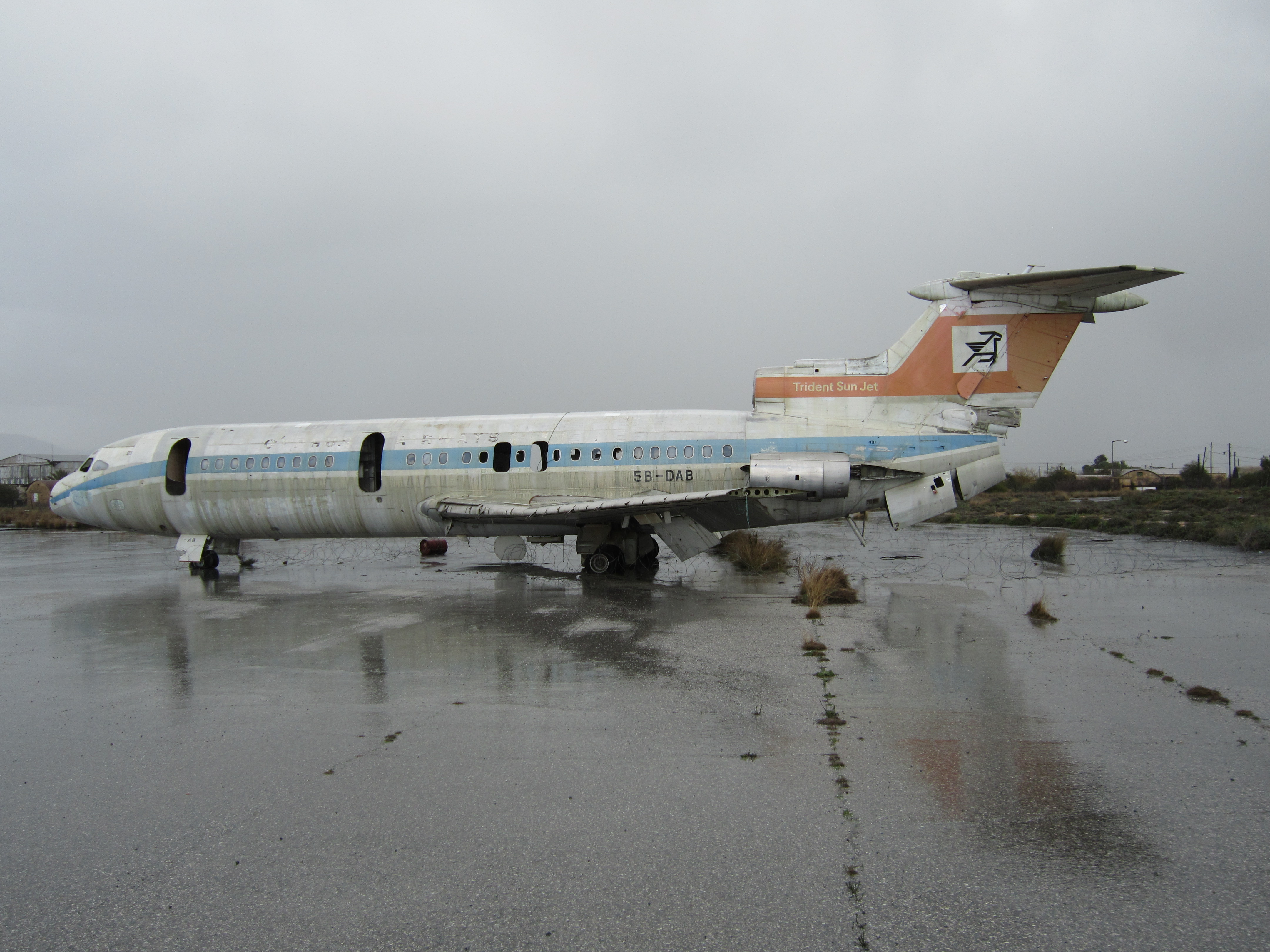
Un Hawker-Siddeley Trident abandonné sur une piste.